# Complement adverbial
Un complement adverbial és el sintagma que complementa un adverbi.
Els adverbis són mots que complementen un adverbi, un verb o un adjectiu. Quan un adverbi complementa un altre adverbi, es parla de «complement adverbial». en canvi, si l'adverbi complementa un adjectiu és un complement adjectival, i si complementa un verb sempre és un de complement del verb. N'hi ha de manera (els més coneguts són els que porten la terminació en -ment), de quantitat, de temps, de lloc..., però també pot ser un substantiu o un altre sintagma.
En les oracions que seguints es mostren diverses frases en què apareix un adverbi i el complement (en cursiva).
- La Mercè canta extraordinàriament bé.
- Vam caminar molt ràpidament.
- Vindra despús-demà dissabte.
- Viuen a deu quilòmetres lluny.